# Sherwood, Arkansas
Sherwood är en stad i Pulaski County i delstaten Arkansas, USA med 26 381 invånare (2008).